# Újezd u Svatého Martina
Újezd u Svatého Martina (Újezd svatého Martina) byla osada, která existovala na území dnešního Starého a Nového Města v Praze, zhruba v prostoru vymezeném dnešními ulicemi Vejvodova, Perlová, Jungmannova, Lazarská, Spálená a Na Perštýně.

## Historie

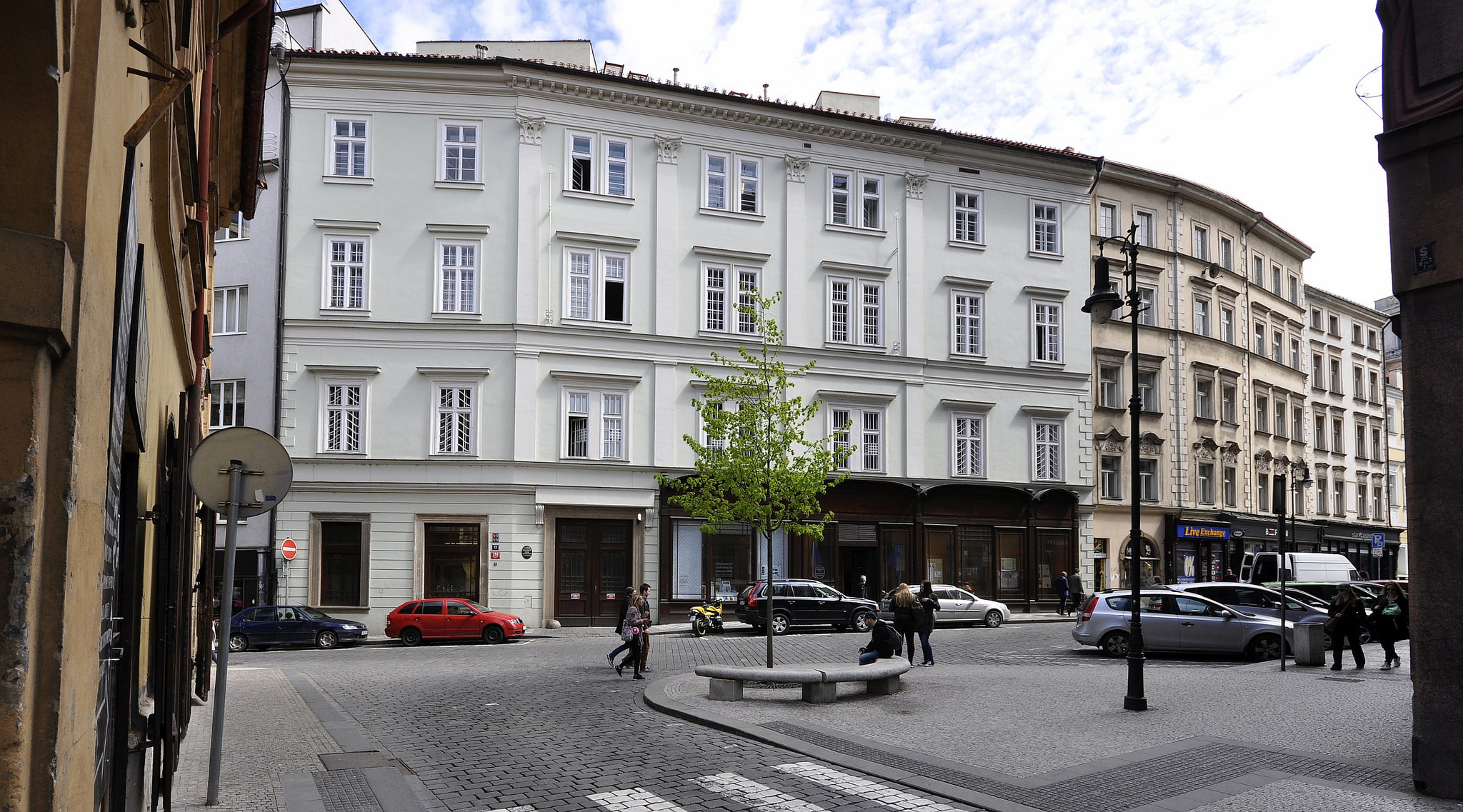
Bývalý Purkrabský pivovar v ulici Na Perštýně

Mezi roky 1178 a 1187 byl v tehdejší osadě Újezd postaven původně románský farní kostel svatého Martina a osadě se časem začalo říkat Újezd svatého Martina. Z roku 1187 je zmínka, že Soběslav II. daroval osadu Újezd sv. Martina i s kostelíkem vyšehradské kapitule. Malá fara stála v místech dnešního domu č. p. 418, nedaleko kostela stála i škola, kterou později nahradil rozšířený hřbitov.
Když Václav I. rozšířil a opevnil podhradí, staroměstské hradby byly před polovinou 13. století postaveny tak, že stávající osadu rozdělily, nedaleko kostela v oblasti dnešní ulice Na Perštýně byla v hradbách brána svatého Martina (nazývaná též Zderazská brána), kterou vedla po západním okraji někdejšího Újezda královská cesta od Pražského hradu přes Zderaz na Vyšehrad (a dále do Českých Budějovic). Kostel zůstal uvnitř Starého Města, přičemž jižní stěna kostela byla zabudována do hradeb, kvůli čemuž dostal název kostel svatého Martina ve zdi. Novoměstská část osady zanikla kolem roku 1350 při výstavbě Nového Města Karlem IV. Kostel byl po roce 1350 byl kostel gotizován a v polovině 15. století rozšířen. Tento kostel byl prvním, kde se v rámci husitského hnutí podávalo laikům pod obojí, a v roce 1433 se v něm konal husitský Svatomartinský sněm.
Část Starého Města v místech severozápadní části bývalého Újezdu byla od 16. století nazývaná Perštejn a od 19. století Perštýn, podle Jiříka Kasíka z Pernštejna, který od roku 1524 vlastnil dům v místech dnešního č.p. 344, č.o. 3.
Dekretem Josefa II. z 2. července 1784 byl kostel svatého Martina zrušen. Za nový farní kostel byl určen kostel svaté Trojice ve Spálené ulici, ostatky ze zrušeného hřbitova byly převezeny na Olšanské hřbitovy a kostel byl přestavěn na dvojpodlažní obytný dům, jehož přízemí bylo postupně využíván k různým výrobním a obchodním účelům. V letech 1905–1906 byl přestavěn zpět na gotický kostel, dnes slouží Českobratrské církvi evangelické.
Při výstavbě obchodního centra Copa u stanice metra Národní třída v roce 2009 byly nalezeny zbytky staveb z dob založení Nového Města, přičemž u jedné gotické stavby se čtvercovým půdorysem se archeologové domnívají, že by mohla dokládat osídlení před založením Nového Města.